# 19727 Allen
19727 Allen là một tiểu hành tinh vành đai chính, được phát hiện ngày 4 tháng 12 năm 1999 bởi C.W. Juels ở Fountain Hills.